# Zdarzenia godne pamięci
Zdarzenia godne pamięci (łac. Acta quedam notatu digna) – średniowieczny polski rocznik, będący skrótem Rocznika świętokrzyskiego nowego.
Rocznik znajduje się w rękopisach Tomasza Schordacha z Oławy z początku XVI wieku. Sporządzony został prawdopodobnie w Płocku za panowania Kazimierza Jagiellończyka. Jego autor interesował się głównie Płockiem i po uzupełnieniu z innych źródeł (Kronika wielkopolska, Rocznik małopolski) doprowadził go do 1447. Na początku XVI w. rocznik został przepisany i uzupełniony wiadomościami do 1517 przez Tomasza Schordacha we Wrocławiu. Rocznik nie posiada wiadomości oryginalnych.